# Jürgen Rimann
Jürgen Rimann (* 1945; † 23. Dezember 2006 in Achim, Landkreis Verden) war ein deutscher Vexillologe und Heraldiker.
Er war Gründungsmitglied der Deutschen Gesellschaft für Flaggenkunde (DGF) und hat die Flaggenkunde in Deutschland nachhaltig beeinflusst. Weltweit hatte er einen guten Ruf als bester deutscher Kenner der Flaggenführung an Kraftfahrzeugen. Über dieses Thema hatte Rimann eine umfangreiche Sammlung angelegt. Eine seit vielen Jahren geplante Publikation zu diesem Spezialthema, dessen Erforschung er weltweit als Erster aufgenommen hatte, scheiterte zunächst an zu hohen Herstellungskosten und an der fehlenden Digitalisierung seiner überwiegend per Hand erstellten Flaggenzeichnungen. Erst in seinen letzten Jahren begann er seine Zeichnungen zu digitalisieren. Durch seinen Tod kam eine Publikation durch ihn nicht mehr zustande. Eine erste Veröffentlichung erschien 2009 postum, bearbeitet von Andreas Herzfeld.
In seinem Heimatort Achim organisierte Rimann zwei Vexillologentreffen. Er entwarf die Flagge der DGF und gehörte von 1995 bis 1999 als Schriftführer dem Vorstand an. 2003 übernahm er als Schatzmeister noch einmal Aufgaben im Vorstand, bevor er krankheitsbedingt das Ehrenamt niederlegen musste.

## Publikationen (Auswahl)
- Flaggenführung an Dienstkraftfahrzeugen in Ostdeutschland von 1945–1952. Teil 1. In: Der Flaggenkurier. Nr. 3, S. 25.